# Холугаланнский мост
Холугаланнский мост (норв. Hålogalandsbrua) — автодорожный висячий мост через фьорд Ромбакен (ответвление Уфут-фьорда) в коммуне Нарвик, фюльке Нурланн, Норвегия. Мост является частью нового участка дороги E 6, который сокращает путь между Нарвиком и Бьёрквиком на 18 км по сравнению со старым маршрутом,проходящим по Ромбакскому мосту. Это второй по длине висячий мост в Норвегии (после Хардангерского моста). Также это самый длинный висячий мост за Полярным кругом.

## Название
Название моста было определено в ходе обсуждения. Среди вариантов рассматривались Офотский (норв. Ofotbrua), по наименованию региона Офотен; Нарвикский (норв. Narvikbrua) и Холугаланнский (норв. Hålogalandsbrua), по наименованию региона Холугаланд. Последний вариант получил большинство голосов и был официально утвержден.

## История
Проект строительства моста начал обсуждаться в 2003 году. В 2012 г. он получил государственное финансирование. Проект включал в себя мост через фьорд, 4,9 км новой дороги, два небольших туннеля и тоннель для защиты от лавин длиной 1,1 км в Трельдале, к северу от Нарвика. Трасса моста пересекает фьорд в том же месте, где 28 мая 1940 года переправлялись норвежские и союзные войска, во время битвы при Нарвике.
Для управления проектом была создана компания Hålogalandsbrua AS, 75,95% акций которой принадлежит муниципалитету Нарвика. Финансирование проекта осуществлялось за счет государственных средств (70%) и оплаты дорожных сборов (30%). Проект моста был разработан Консалтинговой компанией COWI в сотрудничестве с датской архитектурной фирмой DISSING + WEITLING.
Бетонные работы выполняла компания NCC DK Nord. Металлоконструкции изготавливались в Китае. Монтаж кабелей и металлического пролётного строения производила китайская компания Sichuan Road and Bridge Group (SRBG). Руководителями проекта от Норвежской администрации автомобильных дорог были Эйнар Карлсен (норв. Einar Karlsen) и Ханс Як Арнцен (норв. Hans Jack Arntzen).
Строительные работы начались 18 февраля 2013 года. В конце 2014 года начались работы по изготовлению металлоконструкций моста, таких как несущие кабели, подвески, седла и балки пролётного строения. Строительству моста посвящена серия Arctic Mega Bridge 4 сезона шоу Building Giants канала Science Channel.
Трельдальский тоннель был открыт 11 сентября 2015 года. 6 октября 2017 года закончен монтаж всех элементов моста. Из-за проблем со сваркой открытие моста было перенесено с весны 2018 года на декабрь. Открытие моста состоялось 9 декабря 2018 года в присутствии премьер-министра Норвегии Эрны Сульберг. Общая стоимость строительства составила около 4 млрд крон. Проезд по мосту платный.
Новая дорога сокращает путь между Нарвиком и Бьёрквиком на 18 км по сравнению со старым маршрутом, проходящим по Ромбакскому мосту. Из-за сокращения времени в пути и расстояния между Нарвиком и аэропортом в Эвенесе, аэропорт Фрамнес в Нарвике был закрыт 1 апреля 2017 года.

## Конструкция
Мост висячий восьмипролётный. Боковые пролеты рамные коробчатого сечения, из монолитного предварительно напряженного железобетона. Балка жесткости пролетного строения общим весом 7230 т состоит из 30 стальных секций трапециевидной формы длиной 40 м. Пролет поддерживается двумя несущими тросами весом по 2000 т каждый.
Пилоны А-образной формы, выполнены из монолитного железобетона на кессонном основании. Глубина заложения фундамента южного пилона составляет 31 м, северного — 22 м. В зоне переменного уровня воды кессоны объединены ростверком, размеры которого 42 х 16 х 5 м. Высота пилонов над уровнем воды составляет 179,1 м (южный) и 173,5 м (северный). Внутри башен расположены лифт и лестница. Сверху на башнях размещены 4 седельных кабельных опоры из литой стали, каждая массой 19 т. Для защиты от погодных условий они закрыты стеклянным корпусом.
Два несущих кабеля, диаметром по 475 мм состоят из 40 прядей, каждая из которых состоит из 127 параллельных проволок толщиной 5,96 мм. Снаружи они обернуты оцинкованной проволокой и армированной лентой. Подвески также изготовлены из стальной проволоки, обернутой оцинкованной проволокой и окрашенной. Для уменьшения вибрации на подвесках установлены специальные демпферы.
Главный пролёт моста составляет 1145 м, общая длина — 1533 м, ширина главного пролёта — 18,6 м (из них ширина проезжей части 9,5 м и один тротуар 3,5 м), ширина эстакадной части — 15,4 м.
Мост предназначен для движения автотранспорта, велосипедистов и пешеходов. Проезжая часть моста включает в себя 2 полосы для движения автотранспорта. Покрытие проезжей части и тротуаров — асфальтобетон. Тротуар отделен от проезжей части металлическим барьерным ограждением. Перильное ограждение металлическое бестумбовое.